# Албрехт IV фон Барби
Албрехт IV фон Барби (на немски: Albrecht IV von Barby; * пр. 1271; † сл. 3 април 1312) е граф на Барби и Мюлинген в Саксония-Анхалт.

## Произход
Той произлиза от род Арнщайн. Той е син на Валтер VII фон Барби/VIII († пр. 1271). Внук е на граф Валтер IV фон Арнщайн-Барби († сл. 1259) и съпругата му бургграфиня Лукард фон Магдебург († 1263). Правнук е на Валтер III фон Арнщайн († ок. 1196), фогт на Барби, и съпругата му Гертруд фон Баленщет († сл. 1194) от фамилията Аскани, дъщеря на граф Адалберт III фон Баленщет († 1171) и Аделхайд фон Ветин-Майсен, вдовицата на крал Свен III от Дания и Зеланд († 1157).

## Фамилия
Албрехт IV фон Барби се жени за Луитгард/Лукагард фон Хонщайн († сл. 1279), дъщеря на граф Хайнрих II фон Хонщайн-Клетенберг-Шпатенбург († 1286) и Матилда фон Регенщайн († 1283). Те имат четири деца:
- Албрехт V фон Барби-Мюлинген (* ок. 1271; † 16 април/август 1332), граф на Мюлинген, женен за Юдит фон Шварцбург-Бланкенбург (* 1306; † 11 септември 1352), дъщеря на граф Хайнрих VII фон Шварцбург-Бланкенбург († 1324) и Кристина фон Глайхен († 1296)
- Валтер фон Барби (* пр. 1306; † сл. 1355), капитулар в Халберщат и Магдебург
- Хайнрих фон Барби (* пр. 1306; † сл. 1348)
- Мехтилд фон Барби (* ок. 1278), омъжена 1306 г. за Бруно III фон Кверфурт († сл. 1345), син на Герхард II фон Кверфурт († сл. 1300) и Луитгард фон Регенщайн († сл. 1274)